# John Cullum
John Cullum (Knoxville, 2 marzo 1930) è un attore e cantante statunitense.

## Carriera
Ha recitato in numerosi musical e opere di prosa a Broadway e nel resto degli Stati Uniti, tra cui: Camelot (1960), Amleto (1963), Man of La Mancha (1967), 1776 (1970), On the Twentieth Century (1978), Aspects of Love (1990), Cimbelino (2008), Agosto, foto di famiglia (2009), The Visit e Casa Valentina (2014). Per le sue performance a Broadway ha vinto due Tony Award al miglior attore protagonista in un musical, nel 1975 e nel 1978.
È sposato dal 1959 con Emily Frankel da cui ha avuto un figlio, JD (1966), anch'egli attore.

## Filmografia parziale

### Cinema
- Il figliuol prodigo (The Prodigal), regia di Richard Thorpe (1955)
- Al di là della vita (All the Way Home), regia di Alex Segal (1963)
- Hawaii, regia di George Roy Hill (1966)
- Lo chiamavano Trinità..., regia di Enzo Barboni (1970)
- 1776, regia di Peter H. Hunt (1972)
- Una donna, una storia vera (Marie), regia di Roger Donaldson (1985)
- La scandalosa vita di Bettie Page (The Notorious Bettie Page), regia di Mary Harron (2005)
- Una voce nella notte (The Night Listener), regia di Patrick Stettner (2006)
- Love & Secrets (All Good Things), regia di Andrew Jarecki (2010)
- The Conspirator, regia di Robert Redford (2010)
- Adult World, regia di Scott Coffey (2013)
- Giovani ribelli - Kill Your Darlings (Kill Your Darlings), regia di John Krokidas (2013)
- I toni dell'amore - Love Is Strange (Love Is Strange), regia di Ira Sachs (2014)
- Before We Go, regia di Chris Evans (2014)
- Christine, regia di Antonio Campos (2016)
- Jungleland, regia di Max Winkler (2019)

### Televisione
- Sui sentieri del West (The Outcasts) – serie TV, episodio 1x19 (1969)
- The Day After - Il giorno dopo (The Day After), regia di Nicholas Meyer – film TV (1983)
- Volo KAL 007 - Alla ricerca della verità (Shootdown), regia di Michael Pressman - film TV (1988)
- Un medico tra gli orsi (Northern Exposure) - serie TV, 110 episodi (1990-1995)
- Law & Order - I due volti della giustizia (Law & Order) - serie TV, 2 episodi (1997-2001)
- E.R. - Medici in prima linea (ER) - serie TV, 15 episodi (1997-2000)
- Law & Order - Unità vittime speciali (Law & Order: Special Victims Unit) - serie TV, 11 episodi (2003-2011)
- Mad Men - serie TV, 2 episodi (2007)
- The Middle - serie TV, 9 episodi (2009-2018)
- Damages - serie TV, 1 episodio (2011)
- 30 Rock - serie TV, 1 episodio (2012)
- Royal Pains - serie TV, 1 episodio (2012)
- Nurse Jackie - Terapia d'urto (Nurse Jackie) - serie TV, 1 episodio (2013)
- The Good Wife - serie TV, 1 episodio (2013)
- Unbreakable Kimmy Schmidt - serie TV, 1 episodio (2015)
- Madam Secretary - serie TV, 4 episodi (2017)
- The Blacklist - serie TV, 1 episodio (2019)

## Teatro (parziale)
- Santa Giovanna di George Bernard Shaw. Phoenix Theatre di Broadway (1956)
- Camelot, libretto di Alan Jay Lerner, colonna sonora di Frederick Loewe. Majestic Theatre di Broadway (1960)
- Re Lear di William Shakespeare. Delacorte Theater dell'Off-Broadway (1962)
- Amleto di William Shakespeare. Lunt-Fontanne Theatre di Broadway (1964)
- Man of La Mancha, libretto di Dale Wasserman e Joe Darion, colonna sonora di Mitch Leigh. ANTA Washington Square Theatre di Broadway (1965)
- 1776, libretto di Peter Stone, colonna sonora di Sherman Edwards. Richard Rodgers Theatre di Broadway (1970)
- Carousel, libretto di Oscar Hammerstein II, colonna sonora di Richard Rodgers. Jones Beach Theater di Wantagh (1973)
- On the Twentieth Century, libretto di Betty Comden e Adolph Green, colonna sonora di Cy Coleman. Saint James Theatre di Broadway (1978)
- Trappola mortale di Ira Levin. Music Box Theatre di Broadway (1979)
- Vite in privato di Noël Coward. Lunt-Fontanne Theatre di Broadway (1983)
- Cyrano de Bergerac di Edmond Rostand. Tournée statunitense (1985)
- Aspects of Love, libretto di Don Black e Charles Hart, colonna sonora di Andrew Lloyd Webber. Broadhurst Theatre di Broadway (1990)
- Man of La Mancha, libretto di Dale Wasserman e Joe Darion, colonna sonora di Mitch Leigh. Tournée statunitense (1995)
- Show Boat, libretto di Oscar Hammerstein II, colonna sonora di Jerome Kern. Gershwin Theatre di Broadway (1996)
- Erano tutti miei figli di Arthur Miller. Laura Pels Theatre dell'Off-Broadway (1997)
- Urinetown: The Musical, libretto di Greg Kotis, colonna sonora di Mark Hollmann. American Theatre of Actors dell'Off-Broadway, Stephen Sondheim Theatre di Broadway (2001)
- Dr. Seuss' How The Grinch Stole Christmas!, libretto di Timothy Mason, colonna sonora di Mel Marvin. Lyric Theatre di Broadway (2006)
- Cimbelino di William Shakespeare. Vivian Beaumont Theatre di Broadway (2007)
- Agosto, foto di famiglia di Tracy Letts. Music Box Theatre di Broadway (2008)
- Tutto è bene quel che finisce bene di William Shakespeare. Delacorte Theater dell'Off-Broadway (2011)
- Misura per misura di William Shakespeare. Delacorte Theater dell'Off-Broadway (2011)
- Carousel, libretto di Oscar Hammerstein II, colonna sonora di Richard Rodgers. David Geffen Hall di New York (2013)
- Casa Valentina di Harvey Fierstein. Samuel J. Friedman Theatre di Broadway (2014)
- Waitress, libretto di Jessie Nelson, colonna sonora di Sara Bareilles. Brooks Atkinson Theatre di Broadway (2017)

## Riconoscimenti
- Tony Award
  - 1966 – Candidatura al miglior attore protagonista in un musical per On a Clear Day You Can See Forever
  - 1975 – Miglior attore protagonista in un musical per Shenandoah
  - 1978 – Miglior attore protagonista in un musical per On the Twentieth Century
  - 2002 – Candidatura al miglior attore protagonista in un musical per Urinetown the Musical
  - 2007 – Candidatura al miglior attore protagonista in un musical per 110 in the Shade

## Doppiatori italiani
Nelle versioni in italiano delle opere in cui ha recitato, John Cullum è stato doppiato da:
- Bruno Alessandro in Una voce nella notte, Giovani ribelli - Kill Your Darlings, Nurse Jackie - Terapia d'urto, I toni dell'amore - Love is Strange, Before We Go, The Blacklist
- Pietro Biondi in Law & Order - I due volti della giustizia (ep. 7x11), E.R. Medici in prima linea, Law & Order - Unità vittime speciali (ep. 4x19), Mad Men
- Carlo Reali in 30 Rock, The Middle (ep. 9x11), Madam Secretary
- Dante Biagioni in The Good Wife, The Middle (ep. 7x09)
- Michele Kalamera in Law & Order - I due volti della giustizia (ep. 12x04)
- Cesare Barbetti in Law & Order - Unità vittime speciali (ep. 5x22)
- Sergio Tedesco in Law & Order - Unità vittime speciali (ep. 7x06)
- Ambrogio Colombo in Law & Order - Unità vittime speciali (ep. 12x12)
- Gianni Marzocchi in The Day After - Il giorno dopo
- Nando Gazzolo in Una donna, una storia vera
- Giampiero Bianchi in Volo KAL 007 - Alla ricerca della verità
- Giulio Platone in Un medico tra gli orsi
- Franco Zucca in E.R. Medici in prima linea (ep. 4x07, 4x14)
- Sandro Iovino in The Middle
- Luciano De Ambrosis in Damages
- Eugenio Marinelli in Royal Pains
- Manlio De Angelis in The Conspirator
- Mario Cordova in Love & Secret
- Dario Penne in Volo KAL 007 - Alla ricerca della verità (ridoppiaggio)